# Josef Marek (lékař)
Josef Marek (23. ledna 1936 Praha – 22. října 2019) byl český lékař působící v oboru vnitřního lékařství a endokrinologie.

## Život
Vystudoval Lékařskou fakultu Univerzity Karlovy v Plzni, promoval zde v roce 1960. Působil v Klatovech a ve Fakultní nemocnici Plzeň. Habilitoval se v roce 1979, doktorát získal v roce 1984 a v roce 1990 titul profesora vnitřních nemocí. V letech 1990–2001 byl přednostou III. interní kliniky 1. lékařské fakulty UK v Praze a Všeobecné fakultní nemocnice v Praze. V roce 1997 byl pasován na Rytíře českého lékařského stavu.